# Robécourt
Robécourt est une commune française située dans le département des Vosges en région Grand Est.
Ses habitants sont appelés les Roberticurtiens.

## Géographie

### Localisation
La commune est à 4,2 km de Sauville, à 7 kilomètres environ de l'ancienne base aérienne de Damblain, 26,5 de Contrexéville et 28,9 de Vittel.

### Géologie et relief
Village limitrophe de la Haute-Marne, traversé par le Mouzon.
Espaces naturels :
- un espace protégé Natura 2000 ;
- une zone naturelle d'intérêt écologique, faunistique et floristique (Znieff) :  Vôge et Bassigny.

### Sismicité
Commune située dans une zone 3 de sismicité modérée.
|                               | Vrécourt     | Sauville |
| Chaumont-la-Ville Haute-Marne | Robécourt    | Sauville |
|                               | Blevaincourt |          |

### Hydrographie et les eaux souterraines
Hydrogéologie et climatologie : Système d’information pour la gestion des eaux souterraines du bassin Rhin-Meuse :
Territoire communal : Occupation du sol (Corinne Land Cover); Cours d'eau (BD Carthage),
Géologie : Carte géologique; Coupes géologiques et techniques,
 Hydrogéologie : Masses d'eau souterraine; BD Lisa; Cartes piézométriques.

#### Réseau hydrographique
La commune est située dans le bassin versant de la Meuse au sein du bassin Rhin-Meuse. Elle est drainée par le Mouzon et le ruisseau de Grandru,.
Le Mouzon, d’une longueur de 63,3 kilomètres, prend sa source sur le territoire de Serocourt, s’oriente vers l'ouest puis vers le nord peu après avoir quitté les localités de Rocourt et Tollaincourt, jusqu'aux abords de son confluent avec la Meuse.

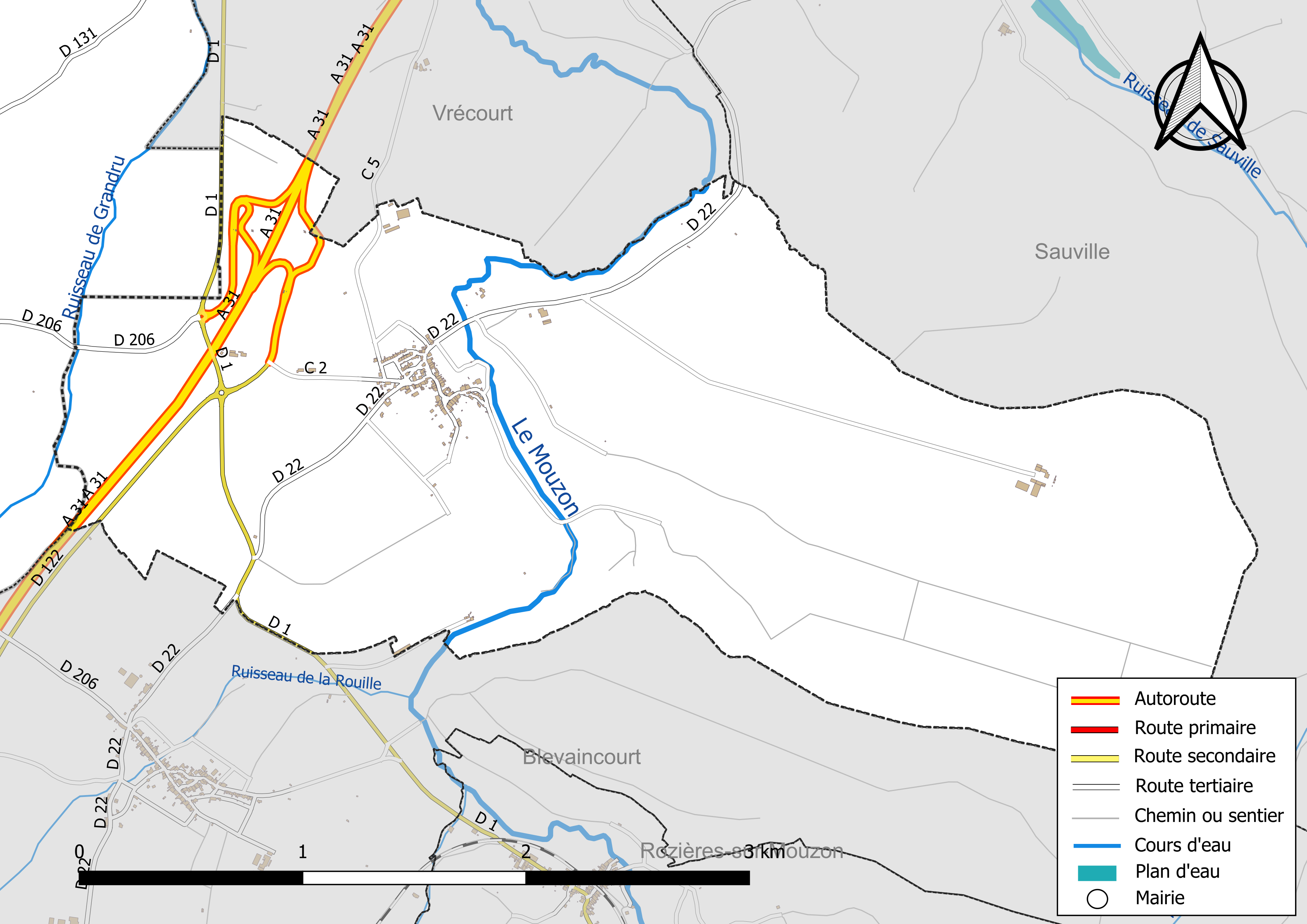
Réseaux hydrographique et routier de Robécourt.

#### Gestion et qualité des eaux
Le territoire communal est couvert par le schéma d'aménagement et de gestion des eaux (SAGE) « Nappe des Grès du Trias Inférieur ». Ce document de planification, dont le territoire comprend le périmètre de la zone de répartition des eaux de la nappe des Grès du trias inférieur (GTI), d'une superficie de 1 497 km2, est en cours d'élaboration. L’objectif poursuivi est de stabiliser les niveaux piézométriques de la nappe des GTI et atteindre l'équilibre entre les prélèvements et la capacité de recharge de la nappe. Il doit être cohérent avec les objectifs de qualité définis dans les SDAGE Rhin-Meuse et Rhône-Méditerranée. La structure porteuse de l'élaboration et de la mise en œuvre est le conseil départemental des Vosges.
La qualité des eaux de baignade et des cours d’eau peut être consultée sur un site dédié géré par les agences de l’eau et l’Agence française pour la biodiversité.

### Climat
Pour des articles plus généraux, voir Climat du Grand Est et Climat des Vosges.
En 2010, le climat de la commune est de type climat de montagne, selon une étude du Centre national de la recherche scientifique s'appuyant sur une série de données couvrant la période 1971-2000. En 2020, Météo-France publie une typologie des climats de la France métropolitaine dans laquelle la commune est exposée à un climat océanique altéré et est dans la région climatique  Lorraine, plateau de Langres, Morvan, caractérisée par un hiver rude (1,5 °C), des vents modérés et des brouillards fréquents en automne et hiver.
Pour la période 1971-2000, la température annuelle moyenne est de 9,5 °C, avec une amplitude thermique annuelle de 16,9 °C. Le cumul annuel moyen de précipitations est de 926 mm, avec 13,1 jours de précipitations en janvier et 9,4 jours en juillet. Pour la période 1991-2020, la température moyenne annuelle observée sur la station météorologique de Météo-France la plus proche, « St Ouen-lès-Parey_sapc », sur la commune de Saint-Ouen-lès-Parey à 7 km à vol d'oiseau, est de 10,0 °C et le cumul annuel moyen de précipitations est de 806,8 mm. 
La température maximale relevée sur cette station est de 39,4 °C, atteinte le 25 juillet 2019 ; la température minimale est de −22 °C, atteinte le 20 décembre 2009,,.
Les paramètres climatiques de la commune ont été estimés pour le milieu du siècle (2041-2070) selon différents scénarios d'émission de gaz à effet de serre à partir des nouvelles projections climatiques de référence DRIAS-2020. Ils sont consultables sur un site dédié publié par Météo-France en novembre 2022.

## Urbanisme

### Typologie
Au 1er janvier 2024, Robécourt est catégorisée commune rurale à habitat dispersé, selon la nouvelle grille communale de densité à sept niveaux définie par l'Insee en 2022.
Elle est située hors unité urbaine. Par ailleurs la commune fait partie de l'aire d'attraction de Vittel - Contrexéville, dont elle est une commune de la couronne,. Cette aire, qui regroupe 72 communes, est catégorisée dans les aires de moins de 50 000 habitants,.

### Occupation des sols
L'occupation des sols de la commune, telle qu'elle ressort de la base de données européenne d’occupation biophysique des sols Corine Land Cover (CLC), est marquée par l'importance des territoires agricoles (66,2 % en 2018), une proportion identique à celle de 1990 (66,2 %). La répartition détaillée en 2018 est la suivante : 
prairies (62,9 %), forêts (30,9 %), terres arables (3,3 %), zones urbanisées (2,9 %). L'évolution de l’occupation des sols de la commune et de ses infrastructures peut être observée sur les différentes représentations cartographiques du territoire : la carte de Cassini (XVIIIe siècle), la carte d'état-major (1820-1866) et les cartes ou photos aériennes de l'IGN pour la période actuelle (1950 à aujourd'hui).

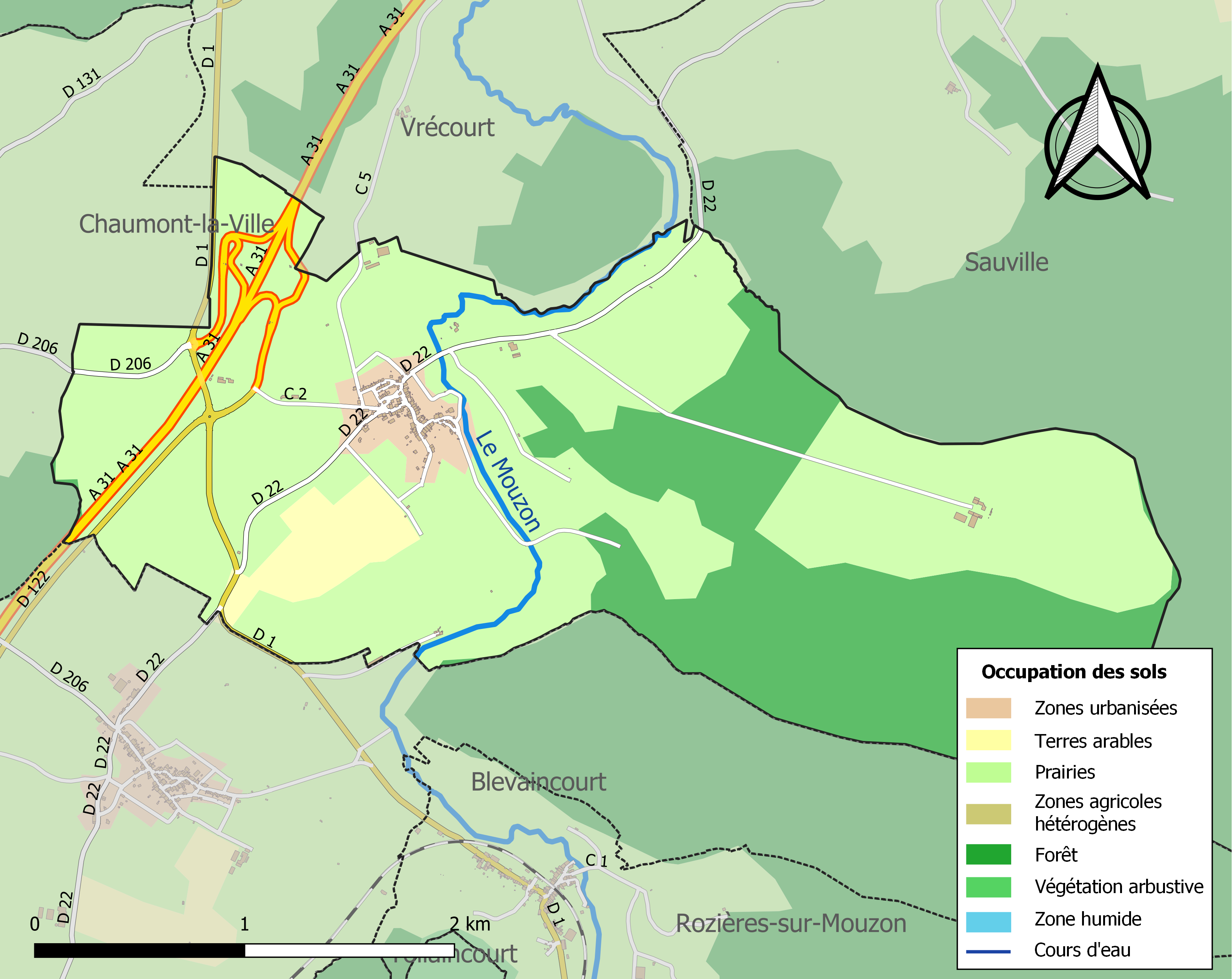
Carte des infrastructures et de l'occupation des sols de la commune en 2018 (CLC).

### Voies de communications et transports

#### Voies routières
- Autoroute A31 : Échangeurs Robécourt, Bulgnéville, Montigny-le-Roi.

Une base logistique est en cours d'installation sur l'ancienne base aérienne de Damblain à 7 kilomètres environ. Ce projet porté par le conseil départemental des Vosges, devrait engendrer, outre la construction d'une nouvelle départementale un fort trafic de poids lourds.

#### Transports en commun

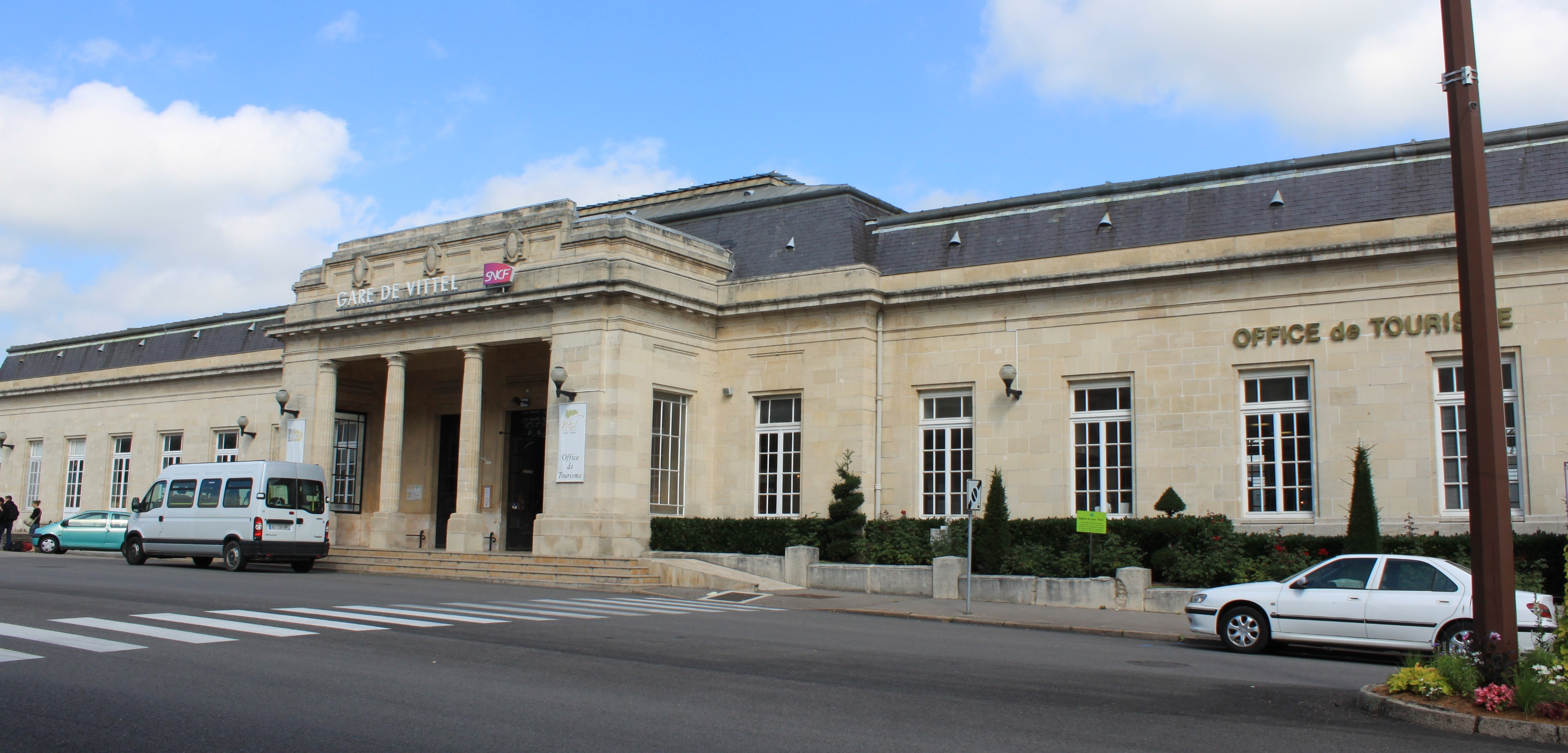
Gare de Vittel.

- Fluo Grand Est.

#### Lignes SNCF
- Gare de Contrexéville
- Gare de Vittel
- Gare de Neufchâteau
- Gare de Merrey

#### Transports aériens
Les aéroports les plus proches sont :
- Aéroport d'Épinal-Mirecourt « Vosges Aéroport ». Au printemps 2021, est implanté sur l'aéroport un pélicandrome au profit des Dash-8 de la Sécurité Civile pour la Zone de défense et de sécurité Est. En cas de feux de forêt les bombardiers d'eau opèreront depuis Épinal Mirecourt sur les régions Grand-Est et Bourgogne Franche Comté ainsi que sur demande en Allemagne, Belgique et au Luxembourg. Le nom commercial de l'aéroport est Vosges Aéroport[20].
- Aéroport de Nancy-Essey.
- Aéroport de Metz-Nancy-Lorraine .

## Toponymie
Le nom de la localité est attesté sous les formes Robecourt (1187) ; « Fratres… Hospitalis de domo de Robercort » (1204) ; Roubeicourt (1311) ; Roberticuria (1402) ; Robescourt (1481) ; Rebecourt (1575).

## Histoire
Avant la Révolution française, la commune appartenait au bailliage de Bourmont.
Robécourt a possédé la dernière fonderie de cloches de Lorraine. Elle a fermé ses portes en 1939.
Un projet de décharge sur le site dit la Fennecière a rencontré une forte opposition. Ce site se trouve à vol d'oiseau à 15 km de Contrexéville et 19 de Vittel, célèbres pour leurs eaux minérales. Le permis de construire a été refusé par le conseil municipal par deux fois,,.

### Les Hospitaliers
On ne sait que peu de choses sur cette commanderie pour les XIIe et XIIIe siècles. On pense qu'elle fut fondée avant 1180, mais on ne sait par qui. Lorsque fut créé, en 1317, le grand prieuré de Champagne de l'ordre de Saint-Jean de Jérusalem, la commanderie de Robécourt fut associée à plusieurs autres commanderies pour former la « commanderie de Lorraine » qui fut « chambre priorale » de Champagne. La « commanderie de Lorraine » fut démembrée en 1511, Robécourt retrouva alors son indépendance et devint l'une des plus riches de Lorraine.
La commanderie de Robécourt aurait été constituée de trois immeubles à Robécourt même :
- une maison-forte, proche du petit étang, qui fut détruite à la fin du XVe siècle par ordonnance du duc René II ;
- un hôpital situé près de l'église, qui fut échangé, on ne sait avec qui, contre un bois probablement au XVIIe siècle ;
- la Commanderie Au-dessus de la rue Porot, un long corps de bâtiment rectangulaire du XVIè s., bordé par une petite cour et entouré d'un potager clos de mur au sud de l'église. Le bâtiment principal comprend une tourelle escalier intérieure et a été tronqué dans sa partie ouest. En fait, d'après les recherches effectuées par Jean-François Michel, historien de l'ouest vosgien, cette demeure n'aurait rien à voir avec la commanderie des frères hospitaliers : il s'agirait d'une maison seigneuriale propriété de Jean Du Bois, possesseur du fief de l'Espine à Robécourt, inscrite au titre des monuments historiques par arrêté du 17 avril 1931 sous l'intitulé Commanderie (ancienne)[27].

Le fief de l'Espine, situé rue Porot, appartient au début du XVIIIè siècle aux Sarazin de Germainvilliers et la moitié passe en 1728 à Joseph-Alexis de Lavaulx, seigneur de Sauville, par donation de madame de Brainville, née Germainvilliers, à sa sœur Marie-Françoise Sarazin de Germainvilliers, baronne de Lavaulx.
Selon certains auteurs,, les Templiers n'eurent jamais aucune possession à Robécourt, bien qu'il existe dans le village une rue des Templiers qui portait déjà ce nom au XVIIIe siècle et que la base Mérimée en fasse pourtant état,,.

## Politique et administration

### Liste des maires
| Période                                  | Période                       | Identité         | Étiquette | Qualité       |
| ---------------------------------------- | ----------------------------- | ---------------- | --------- | ------------- |
| Les données manquantes sont à compléter. |                               |                  |           |               |
|                                          | 2000                          | François Poinçot |           |               |
| 2000                                     | En cours (au 18 février 2015) | Régine Thomas    | SE        | Mère au foyer |

### Budget et fiscalité 2022

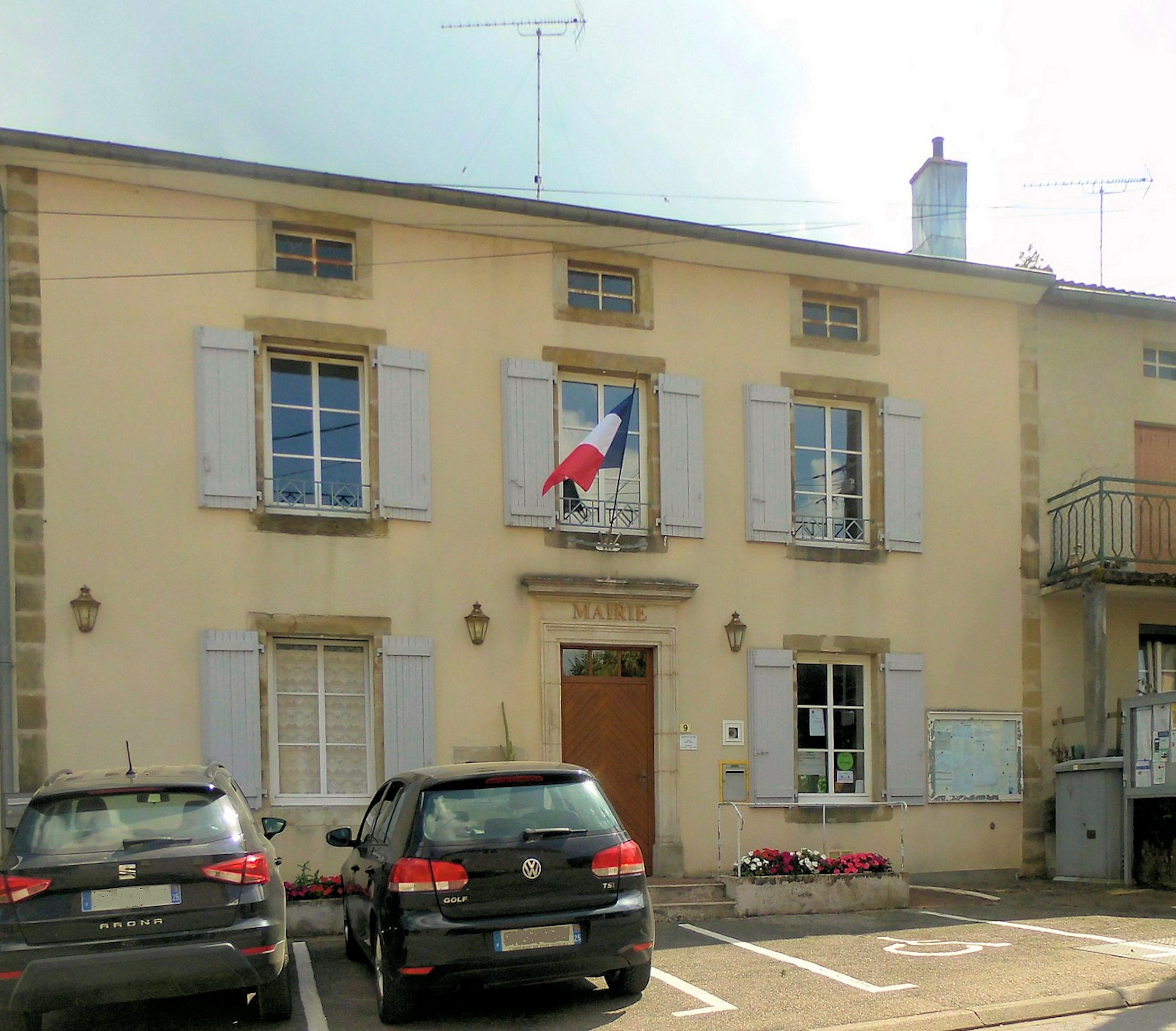
La mairie.

En 2022, le budget de la commune était constitué ainsi :
- total des produits de fonctionnement : 91 000 €, soit 798 € par habitant ;
- total des charges de fonctionnement : 82 000 €, soit 716 € par habitant ;
- total des ressources d'investissement : 8 000 €, soit 68 € par habitant ;
- total des emplois d'investissement : 44 000 €, soit 384 € par habitant ;
- endettement : 18 000 €, soit 159 € par habitant.

Avec les taux de fiscalité suivants :
- taxe d'habitation : 7,01 % ;
- taxe foncière sur les propriétés bâties : 33,05 % ;
- taxe foncière sur les propriétés non bâties : 5,99 % ;
- taxe additionnelle à la taxe foncière sur les propriétés non bâties : 0,00 % ;
- cotisation foncière des entreprises : 0,00 %.

Chiffres clés Revenus et pauvreté des ménages en 2021 : médiane en 2021 du revenu disponible, par unité de consommation : 21 380 €.

### Jumelages
| La commune a développé une association de jumelage avec : - Le Robert (Martinique) | \| Robécourt Le Robert \| |
| Robécourt Le Robert                                                                |                           |

## Population et société

### Démographie

#### Évolution démographique
L'évolution du nombre d'habitants est connue à travers les recensements de la population effectués dans la commune depuis 1793. Pour les communes de moins de 10 000 habitants, une enquête de recensement portant sur toute la population est réalisée tous les cinq ans, les populations de référence des années intermédiaires étant quant à elles estimées par interpolation ou extrapolation. Pour la commune, le premier recensement exhaustif entrant dans le cadre du nouveau dispositif a été réalisé en 2005.

En 2022, la commune comptait 104 habitants, en évolution de −3,7 % par rapport à 2016 (Vosges : −2,96 %, France hors Mayotte : +2,11 %).
| 1793 | 1800 | 1806 | 1821 | 1831 | 1836 | 1841 | 1846 | 1856 |
| ---- | ---- | ---- | ---- | ---- | ---- | ---- | ---- | ---- |
| 518  | 553  | 566  | 581  | 653  | 620  | 588  | 600  | 502  |

| 1861 | 1866 | 1876 | 1881 | 1886 | 1891 | 1896 | 1901 | 1906 |
| ---- | ---- | ---- | ---- | ---- | ---- | ---- | ---- | ---- |
| 460  | 439  | 385  | 338  | 339  | 318  | 309  | 317  | 300  |

| 1911 | 1921 | 1926 | 1931 | 1936 | 1946 | 1954 | 1962 | 1968 |
| ---- | ---- | ---- | ---- | ---- | ---- | ---- | ---- | ---- |
| 296  | 256  | 233  | 238  | 216  | 201  | 178  | 161  | 155  |

| 1975 | 1982 | 1990 | 1999 | 2005 | 2006 | 2010 | 2015 | 2020 |
| ---- | ---- | ---- | ---- | ---- | ---- | ---- | ---- | ---- |
| 125  | 134  | 128  | 119  | 119  | 120  | 117  | 110  | 105  |

| 2022 | - | - | - | - | - | - | - | - |
| ---- | - | - | - | - | - | - | - | - |
| 104  | - | - | - | - | - | - | - | - |

## Économie

### Entreprises et commerces

#### Agriculture
- Sylviculture et autres activités forestières.
- Élevage de vaches laitières.
- Élevage d'autres bovins et de buffles.
- Élevage d'ovins et de caprins.
- Exploitation forestière.

#### Tourisme
- Hébergements et restauration à Doncourt-sur-Meuse, Bulgnéville, Contrexéville, Clinchamp, Vittel.

#### Commerces
- Commerces et services de proximité.

## Culture locale et patrimoine

### Lieux et monuments

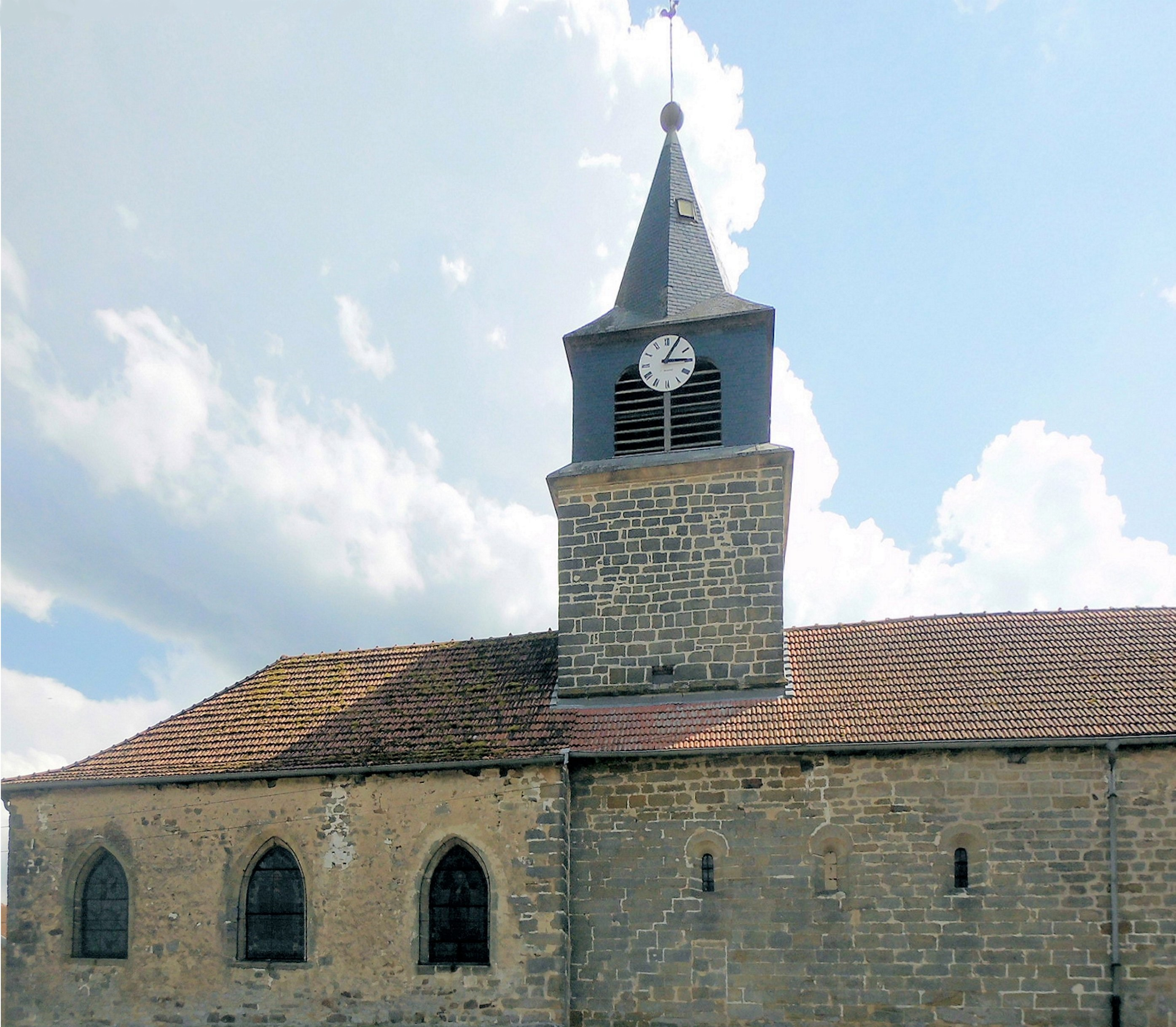
L'église Notre-Dame-de-l'Assomption.
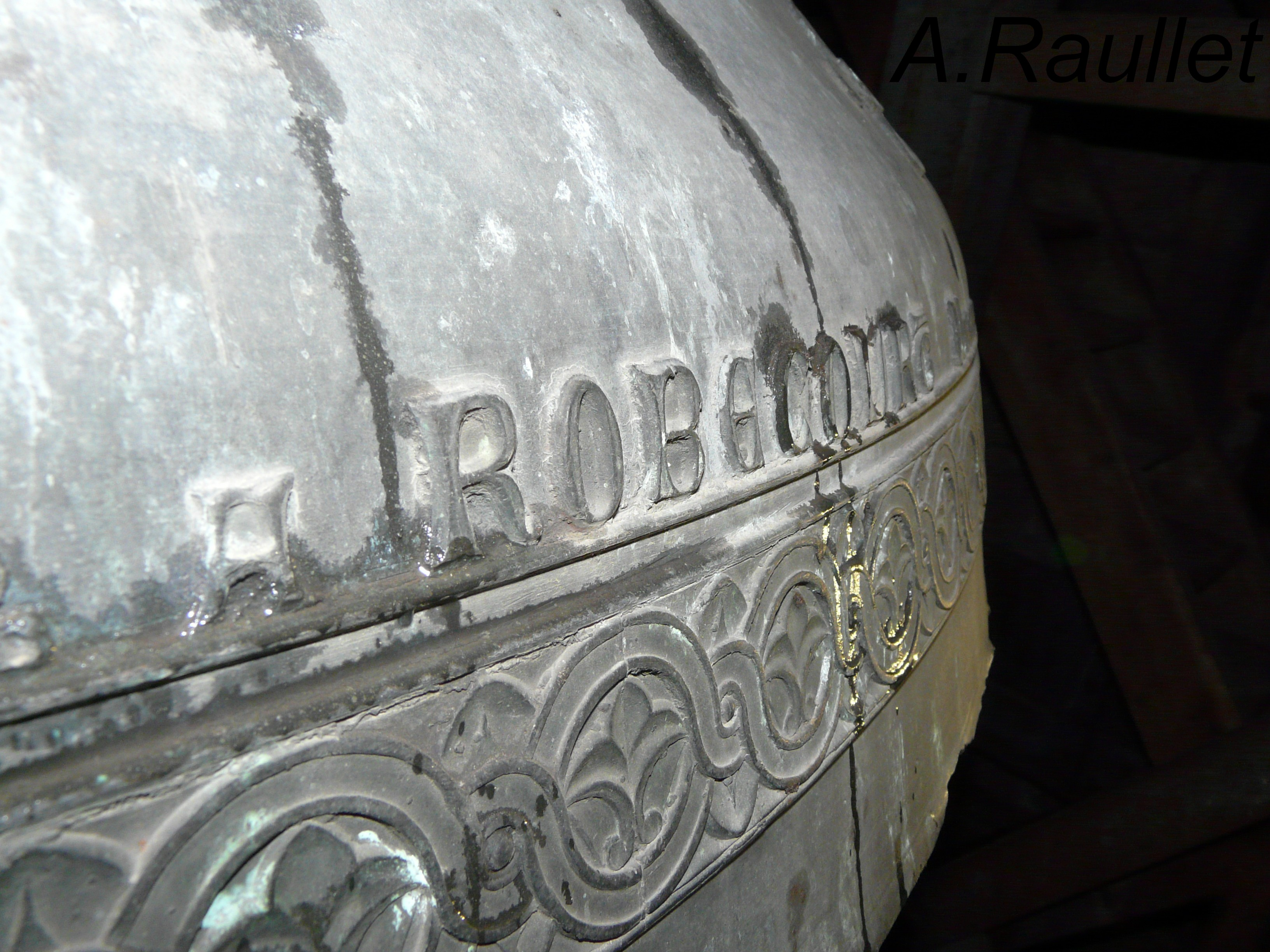
L'inscription Robécourt (Vosges) qui orne le Bourdon.
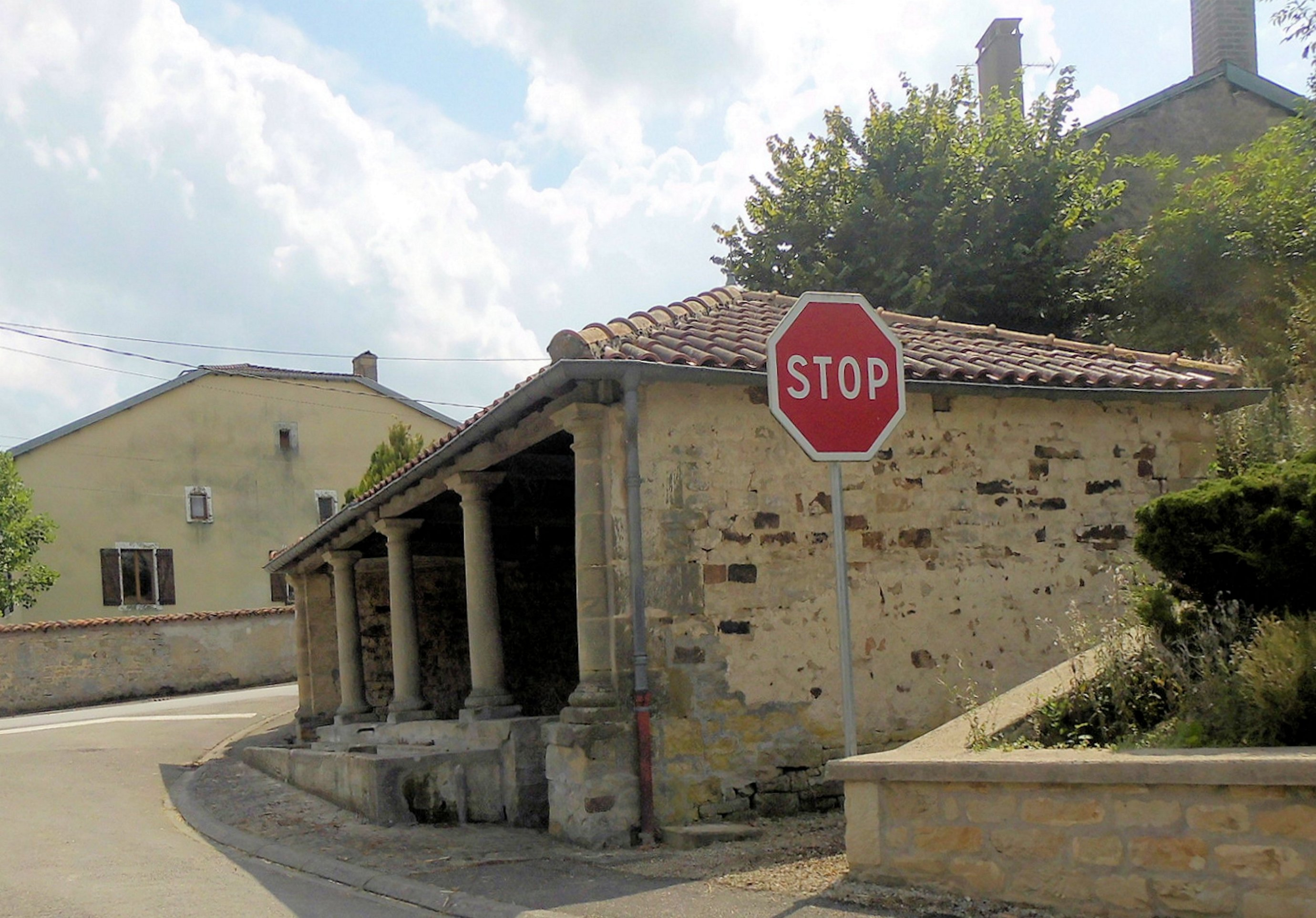
Lavoir.

- Église Notre-Dame-de-l'Assomption. Malgré de nombreux remaniements, on retrouve encore dans l'église de Robécourl un intéressant spécimen du type général des petites églises de la région. Elle se composait originairement d'une simple nef non voûtée, d'une travée de choeur sous le clocher et d'une abside. Elle est construite en grès bien appareillé. La nef, qui remonte dans son ensemble à l'époque romane, est une simple salle de 18 m de long sur 6 m de large. Le clocher est au-dessus de la travée de chœur. Pour conserver un clocher carré mais moins large que la nef, la travée de choeur est barlongue dans le sens transversal. Elle est limitée à l'est et à l'ouest par un mur. Une arcade en cintre brisé de 2,5 m la relie à la nef. Une autre arcade la relie à l’abside. Deux autres arcades ferment le carré sur lequel s’élévent les murs du clocher. On peut dater les parties anciennes de la fin du XIIe siècle. Description, plan de la travée de choeur et photo d'un chapiteau dans l'ouvrage Églises romanes des Vosges[39]. Nombreuses photos couleurs sur le site Patrimoine de Lorraine[40].

Autel, retable, tabernacle (maître-autel).
Retable dans la sacritie.
Retables de la Vierge et de sainte Anne.
Fonts baptismaux.
- Ancienne fonderie de cloches Farnier,  Classée MH (1995), fondée en 1847 par Honoré Perrin[45],[46],[47]. La fonderie a pris le nom de Martin-Perrin (tradition qui est de prendre le nom de sa femme en tant que fondeur), puis la fonderie est reprise par Ferdinand et Arthur Farnier (qui partira ensuite à Dijon) jusqu'en 1914, ensuite c'est son fils Georges Farnier qui reprit la fonderie en 1919. La fonderie ferme en 1939. Les origines des fondeurs de Robécourt remontent au XVIe siècle avec un Robert qui s'est installé en 1550.
C'est aujourd'hui un musée qui coule de manière exceptionnelle des cloches, comme en 2015, pour l'église de Cornimont et, en août 2018 et 2020 pour des amateurs.

Série de diapasons.
2 canons.
- Commanderie de Robécourt.
- Patrimoine architectural rural recensé par le service régional de l'Inventaire général du patrimoine culturel[50].
- Lavoir.
- Monument aux morts[51],[52].

### Personnalités liées à la commune
- François Antoine Hirtz, chevalier de la Légion d'honneur.

### Héraldique
| Blason de Robécourt | Blason  | Tranché : d'azur à la cloche d'argent, et d'or à la croisette pattée de gueules ; à la bande du même chargée de trois alérions d'argent brochant sur la partition ; le tout sommé d'un chef d'or chargé de trois roses de gueules.                                        |
| Blason de Robécourt | Détails | La cloche évoque l'ancienne fonderie de cloches, la bande et les alérions rappellent la Lorraine, le chef et la croisette viennent du blason de la commanderie des chevaliers de Saint-Jean de Jérusalem du XIIe siècle. Le statut officiel du blason reste à déterminer. |